# Synaptula media
Espèce
Synaptula media est une espèce d'holothuries de la famille des Synaptidae.

## Description
C'est une petite Synaptula assez proche de Synaptula reticulata, mesurant entre 1 et 5 cm de long et vivant souvent associée à des animaux plus gros (cnidaires, étoiles de mer, éponges…). Elle est généralement plus large vers la bouche et s'affine vers la pointe. Le tégument est gris à gris rosé, et parcouru longitudinalement par de minces lignes mauves à violacées, continues ou discontinues qui se prolongent sur les tentacules (patron de coloration qui se conserve chez les spécimens préservés en alcool). Les dix tentacules buccaux disposent de quinze à vingt paires de digitations unies par une fine membrane. 

## Habitat et répartition
Cette espèce a été décrite de Nouvelle-Calédonie et observée jusqu'en Indonésie et Philippines. 
Cette espèce vit généralement associée à des animaux plus gros qui la protègent (notamment l'éponge Ircinia irregularis), entre la surface et une trentaine de mètres de profondeur.

## Systématique
Le nom valide complet (avec auteur) de ce taxon est Synaptula media Cherbonnier (d) & Féral (d), 1984.

## Publication originale
- Gustave Cherbonnier et Jean-Pierre Féral, « Les holothuries de Nouvelle-Calédonie, Deuxième contribution. Deuxième partie: Stichopodidae, Cucumariidae, Phyllophoridae et Synaptidae », Bulletin Muséum National Histoire Naturelle Paris. 4 série, vol. 6, no 4,‎ 1984, p. 827-851 (lire en ligne).